# Punta de Seixas
La Punta de Seixas (portugués: Ponta do Seixas; español: Punta de los Guijarros) es el punto más oriental de América.  Se localiza en la parte este de la ciudad de João Pessoa, capital del estado brasileño de Paraíba, a catorce kilómetros del centro de la ciudad y a tres kilómetros al sur del barrio de Cabo Branco.
Muchos confunden la punta de Seixas con el acantilado del Cabo Branco, que son formaciones geológicas distintas. La punta, que es una estrecha franja de playa de arena blanca más al sur de la barrera, es de facto el sitio más al este de América, y no el acantilado de Cabo Branco en sí, que es un punto más alto de la región, por tanto el más adecuado para la instalación de un faro.